# Bydgoskie Centrum Finansowe
Bydgoskie Centrum Finansowe – biurowiec klasy A w Bydgoszczy, który powstał po przekształceniu centrum handlowego Dom Mody Drukarnia.

## Historia

### Centrum handlowe (2006–2016)
Centrum handlowe zostało wybudowane przez spółkę Opus 2 Investment z siedzibą w Warszawie, należącą do IVG Group A.G. z Bonn. Inwestycja została przeprowadzona w latach 2006–2007 w miejscu budynku Zakładów Graficznych im. Komisji Edukacji Narodowej, która była najstarszą miejską drukarnią, założoną w 1806 roku przez Andreasa Gruenauera.
Pod fundamentami wyburzonego obiektu odkryto resztki pieca ceramicznego oraz fragmenty ceramicznych naczyń i renesansowych kafli z okresu od późnego średniowiecza do XVI wieku. Projektantem obiektu była firma JSK Architekci z Warszawy, a prace żelbetowe wykonała firma Technobud z Nowego Sącza.
Otwarcie Galerii nastąpiło 30 listopada 2007 roku. Początkowo planowano nazwać ją Astoria, jednak ostatecznie – z uwagi na obecność w mieście kompleksu sportowego o tej nazwie i w nawiązaniu do tradycji miejsca – otrzymała nazwę Dom Mody Drukarnia.
23 lipca 2016 roku na elewacji od ulicy Jagiellońskiej odsłonięto tablicę pamiątkową, upamiętniającą istnienie w tym miejscu zakładów drukarskich.

### Biurowiec (od 2016)
W maju 2016 roku budynek zakupiła bydgoska firma i przystąpiono do przekształcania centrum handlowego w Bydgoskie Centrum Finansowe, reklamowane jako pierwszy w Bydgoszczy biurowiec klasy A zlokalizowany w „ikonie bydgoskiej architektury nowoczesnej”. Pomimo tego malała zarówno liczba najemców, jak i popularność obiektu wśród klientów, do czego przyczyniło się zamykanie kolejnych stref obiektu. W 2018 nastąpiła zmiana zarządcy BCF na warszawską firmę Brinla, która na przełomie 2018 i 2019 planowała remont budynku, do którego nie doszło. W połowie 2019 w budynku funkcjonowało 12 firm, zajmujących niewielką część powierzchni gotowej do najmu, wynoszącej łącznie ponad 10 tysięcy metrów kwadratowych.
Poziom 0 jest przeznaczony głównie na usługi sektora finansowego. Znajdują się tu obecnie firmy oferujące markowe produkty odzieżowe i jubilerskie, czy też zdrową gastronomię. Poziom 1 to miejsce dla biznesu, oferujące w szczególności usługi finansowe, prawne, notarialne, ubezpieczeniowe, czy też związane z obrotem nieruchomościami. Poziom -1 stanowi strefę zdrowego trybu życia i relaksu; aktualnie funkcjonują tu m.in. renomowany klub fitness, punkty oferujące m.in. naturalne produkty dla ciała oraz biuro podróży.
W marcu 2024 roku nowym właścicielem budynku został Jacek Grzenia, prezes zarządu firmy Metalkas z Bydgoszczy, zapowiadane są zmiany dotyczące nowych najemców.

## Konstrukcja
Bydgoskie Centrum Finansowe mieści się w Śródmieściu Bydgoszczy, u zbiegu ulic: Gdańskiej i Jagiellońskiej. Biurowiec stanowi nowoczesny budynek, w którym umieszczono sklepy, wewnętrzne galerie oraz wielopoziomowy parking. We wnętrzu o kształcie elipsy z ruchomymi schodami ThyssenKrupp i dwoma panoramicznymi windami, znajdują się sklepy, restauracje i cukiernia. Od strony ulicy Gdańskiej biurowiec sąsiaduje z placem miejskim, na którym organizowane są okolicznościowe imprezy i wystawy.
Dane techniczne:
- powierzchnia: 24 500 m²
- kubatura: 110 120 m³
- liczba kondygnacji handlowo-usługowych: 3
- liczba kondygnacji parkingu: 3
- liczba miejsc parkingowych: 166

## Galeria

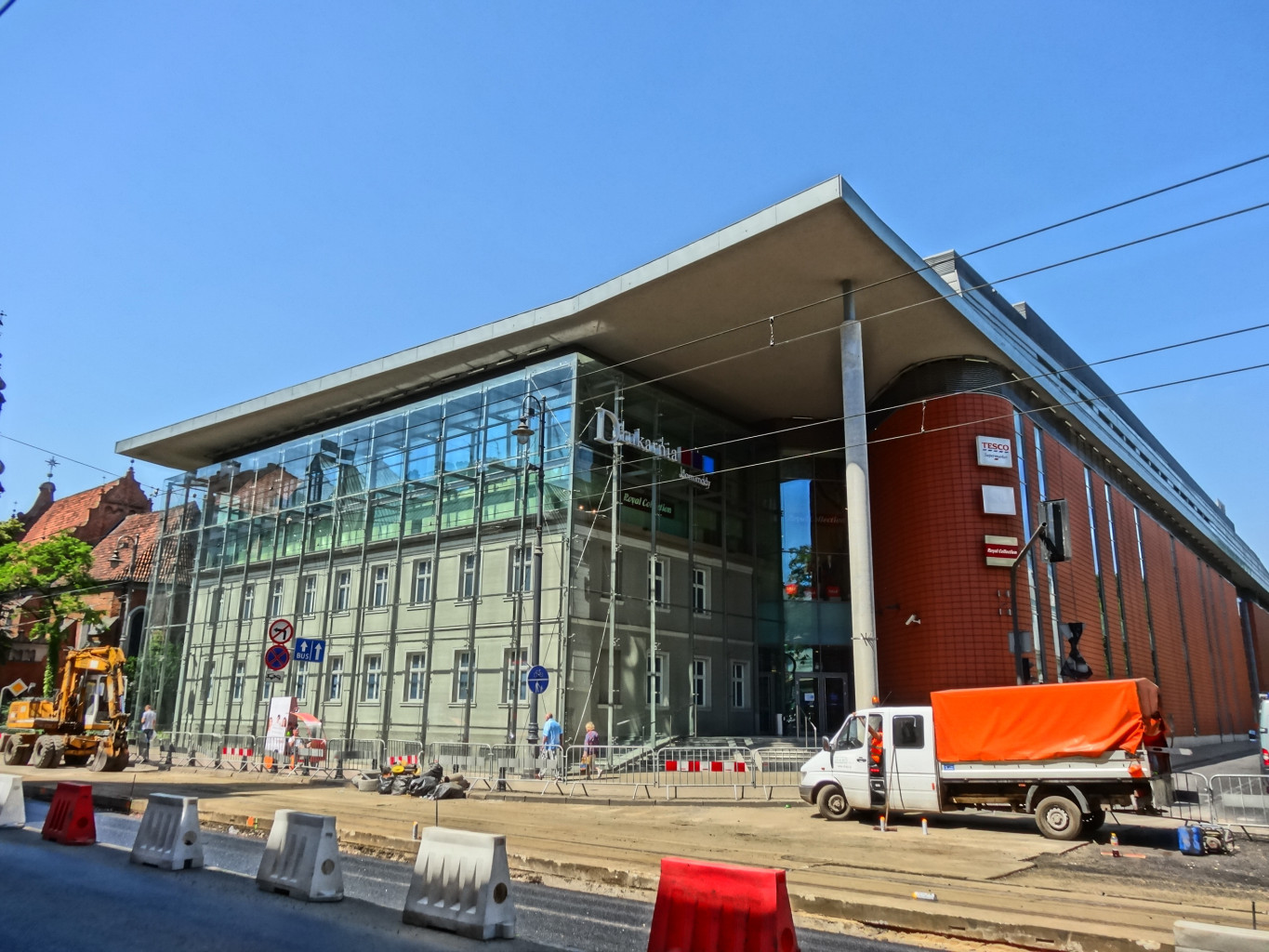
Od ulicy Jagiellońskiej
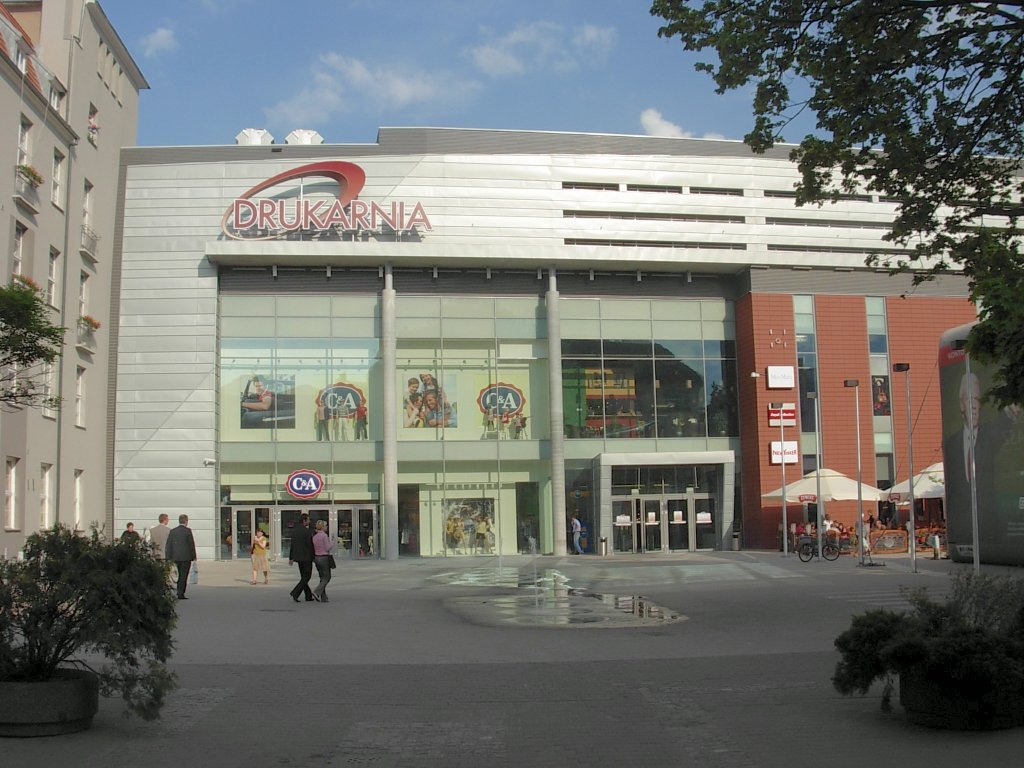
Budynek ze starym logo i plac przed przebudową
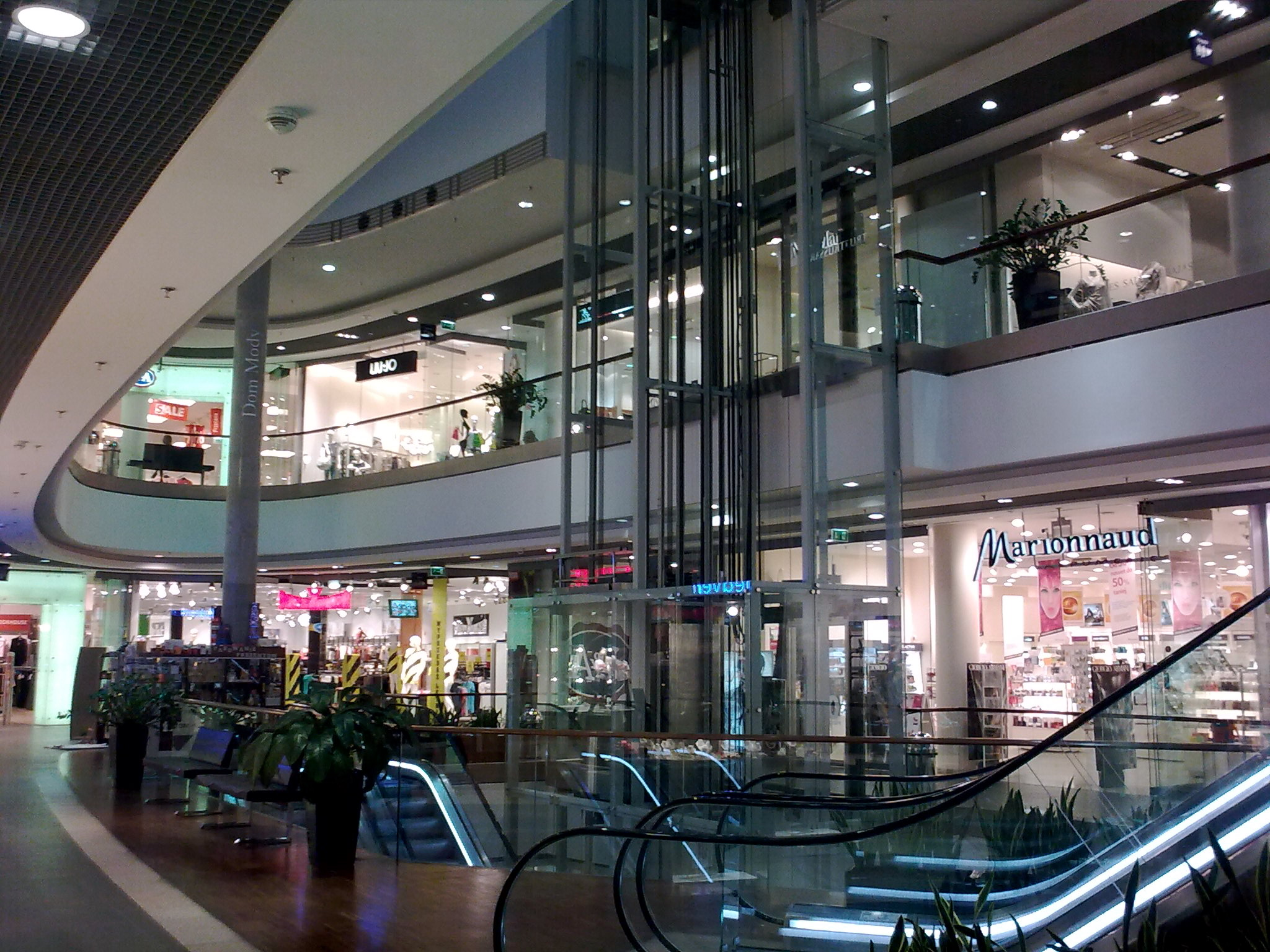
Wnętrze
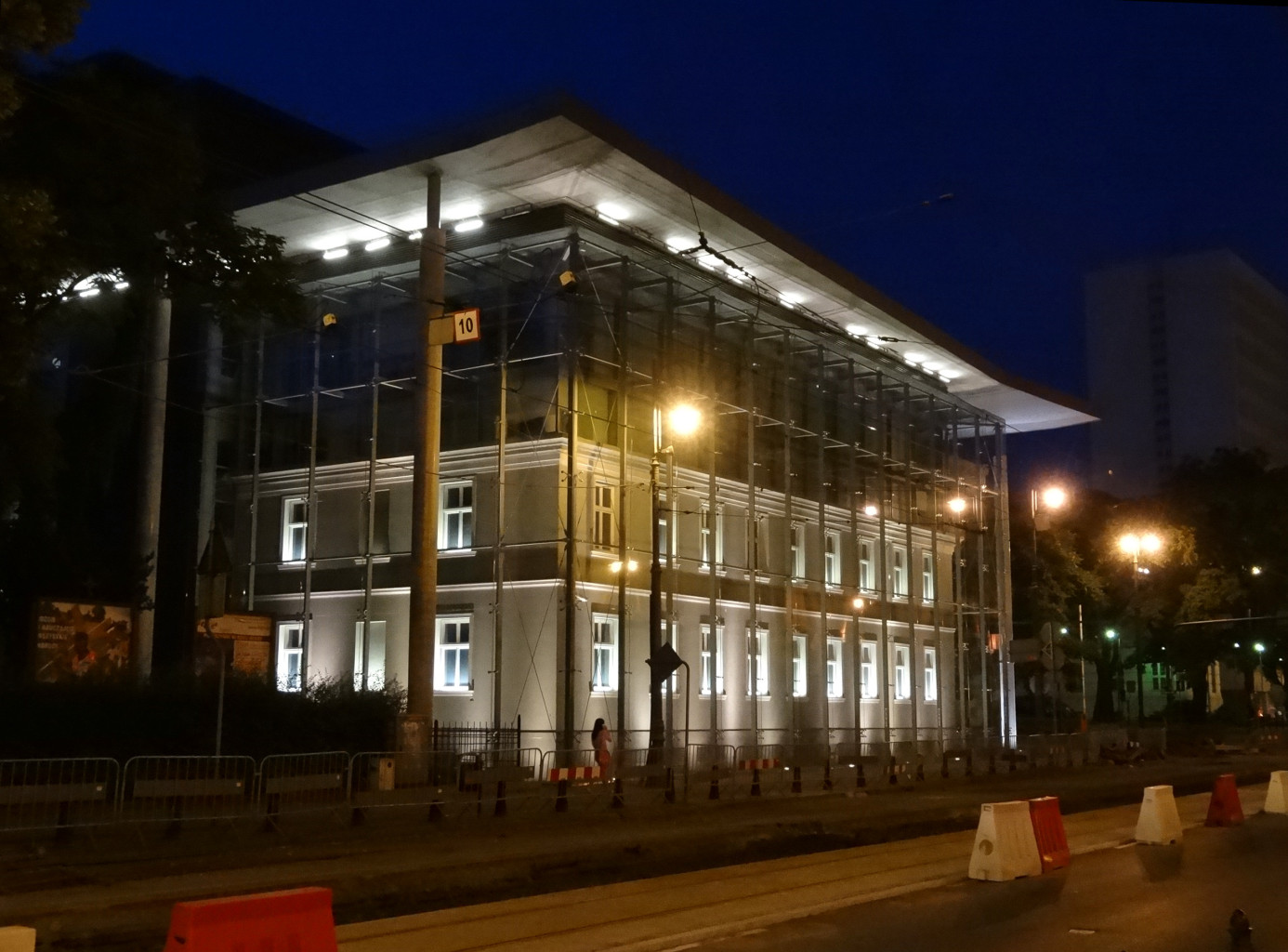
Nocą
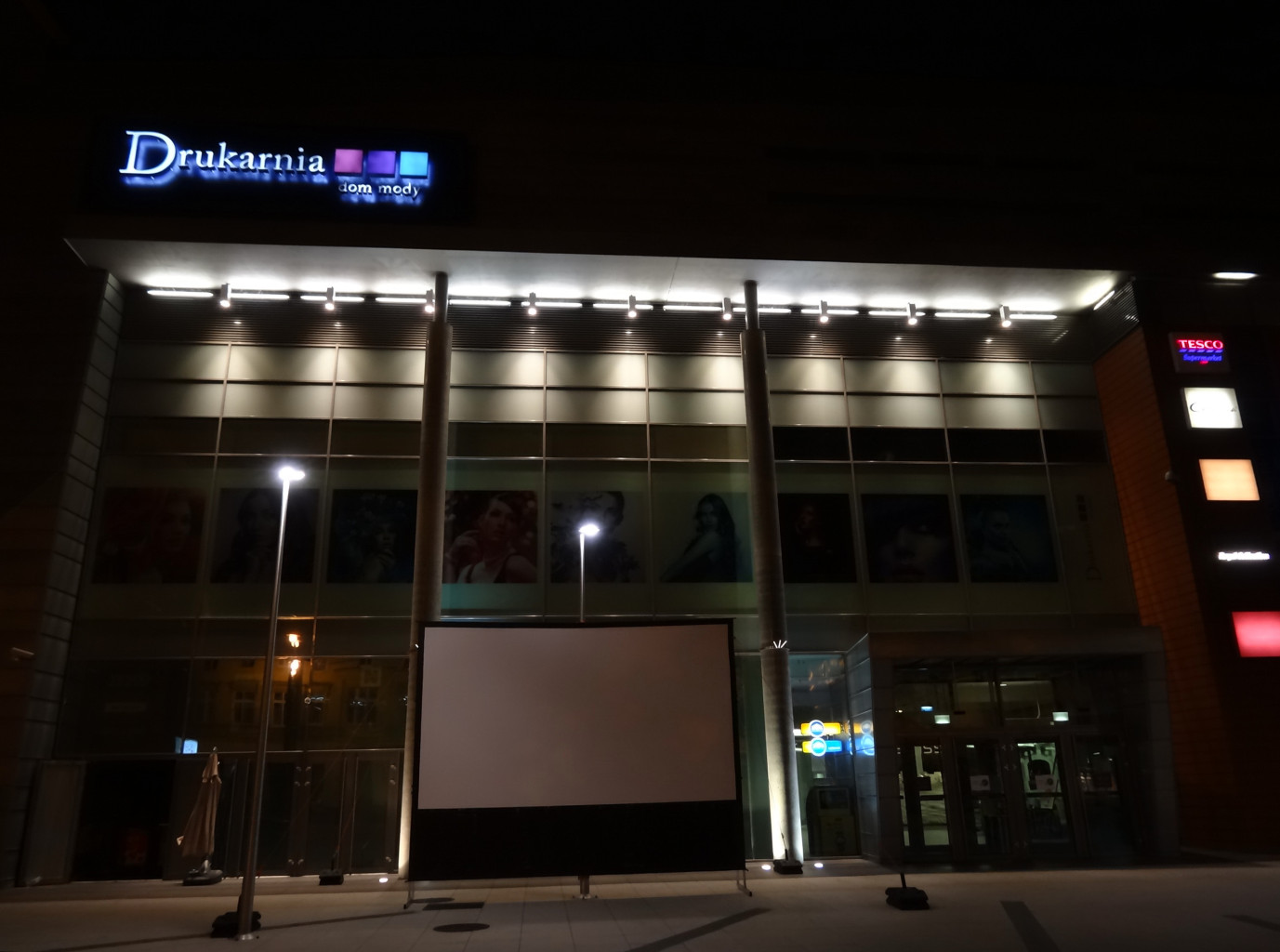
Widok od ulicy Gdańskiej